# قدرت‌الله نظری‌نیا
قدرت‌الله نظری‌نیا (زادهٔ ۲ دی ۱۳۳۹ در هرسین- وفات ۷ مهر ۱۳۷۹) نمایندهٔ حوزهٔ انتخابیهٔ کنگاور، صحنه و هرسین در دورهٔ ششم مجلس شورای اسلامی بوده‌است. وی پیش‌تر در دورهٔ پنجم نیز عضو این مجلس بود. 
او در خانواده مذهبی در منطقه چمچمال بیستون کرمانشاه متولد شد ودر زیر سایه تعلیم پدری مومن و دلسوز تربیت شد ، دوران ابتدایی و راهنمایی خود را در همان منطقه سپری  ونهایتا  در سن 14 سالگی با اجازه پدر جهت تحصیل در حوزه علمیه قم  ، راهی شهر قم شد و تا سطح خارج ادامه تحصیل داد. در سن بیست سالگی با دختری از خانواده مذهبی در تهران ازدواج کرد که ثمره آن چهار فرزند ( دو دختر و دو پسر )بود، ایشان ضمن تحصیل در حوزه علمیه از همان اوایل شروع جنگ تحمیلی به صورت مداوم در جبهه های غرب کشور با بعنوان فرمانده عقیدتی سیاسی غرب کشور (ارتش جمهوری اسلامی ایران ) حضور داشتند و پس از آن در منصب های مختلفی در استان کرمانشاه دست از فعالیت و خدمت صادقانه به مردم منطقه برنداشتند ،  ازجمله مدیر کل ارشاد اسلامی استان ، رئیس مرکز مدیریت دولتی استان کرمانشاه ، استاد دانشگاه ،.......و نهایتا دوره پنجم  وششم در مجلس شورای اسلامی به عنوان نمایندهٔ مردم در حوزه انتخابیه کنگاور ، صحنه ، بیستون ،هرسین و دینور با کسب ارا حداکثری بعنوان خادم مردم راهی خانه ملت شدند و در سالهای حضورشان در مجلس فعال در کمیسیون عمران  و کمسیون آموزش عالی بودند به طوری در راه اندازی و به نتیجه رسیدن  پروژه های عمرانی استان تلاش مستمر داشتند.